# Myliobatiformes
Los miliobatiformes (Myliobatiformes) son uno de los cuatro órdenes de batoideos, peces cartilaginosos relacionados con los tiburones. Estaban anteriormente incluidos en el orden Rajiformes, pero los estudios filogenéticos más recientes han demostrado que los miliobatiformes son un grupo monofilético

## Clasificación
- suborden Platyrhinoidei
  - familia Platyrhinidae
- Suborden Zanobatoidei
  - Familia Zanobatidae
- Suborden Myliobatoidei
  - Superfamilia Hexatrygonoidea
    - Familia Hexatrygonidae

  - Superfamilia Urolophoidea
    - Familia Plesiobatidae
    - Familia Urolophidae

  - Superfamilia Urotrygonoidea
    - Familia Urotrygonidae

  - Superfamilia Dasyatoidea
    - Familia Dasyatidae
    - Familia Potamotrygonidae
    - Familia Gymnuridae
    - Familia Myliobatidae